# Live at the Aquarius Theatre: Second performance
Live at the Aquarius Theatre Second Performance är musikgruppen The Doors första inspelade livekonsert, utgivet hösten 2001.
1969 bestämde sig The Doors för att spela in ett livealbum. Detta är andra setet av den första konsert som skulle bli åtskilliga konserter som slutligen blev Absolutely Live i klippt form. Inspelat i Aquarius Theatre på Sunset Boulevard i Hollywood, Kalifornien.

## Låtlista
Alla låtar skrivna och framförda av Densmore, Krieger, Manzarek och Morrison.
1. Concert Introduction / Tuning 2:06
2. Jim's Introduction 0:11
3. Back Door Man 4:35 (Dixon)
4. Break On Through (To The Other Side) 3:53
5. When The Music's Over 12:07
6. Tuning 0:57
7. You Make Me Real 3:05
8. Tuning	0:25
9. Universal Mind 4:42
10. The Crowd Humbly Requests 2:15
11. Mystery Train / Crossroads 5:59
12. The Crowd Again Requests 0:12
13. Little Red Rooster 6:28
14. Tuning 0:49
15. Gloria 10:02
16. Tuning 0:51
17. Touch Me 3:29
18. The Crystal Ship 3:26

Total speltid 65:30
CD 2
1. Tuning	0:48
2. Light My Fire 13:53
3. The Crowd Requests Their Favorites 0:57
4. The Celebration Of The Lizard 14:59
5. A Request Of The Management 6:45
6. Soul Kitchen 6:51
7. Jim Introduces Ray 1:01
8. Close To You 4:29
9. A Conversation With The Crowd 2:12
10. Peace Frog (instrumental) 2:36
11. Blue Sunday 2:38
12. Five To One 5:47
13. The Crowd Again Requests Their Favorites 0:44
14. Jim Introduces The Movie 1:06
15. Rock Me 7:38

Total speltid 72:15